# Rey de los belgas
Rey de los belgas (en francés: Roi des Belges, en neerlandés: Koning der Belgen, en alemán: König der Belgier) es el título de los monarcas de Bélgica. La denominación rey de Bélgica no se utiliza. Al rey le corresponde, junto con el Gobierno, el poder ejecutivo federal.

## Orígenes

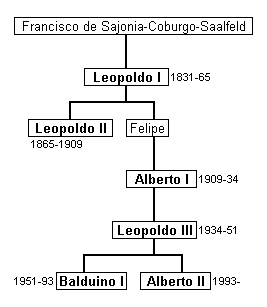
Árbol genealógico de los reyes de los belgas.

La Revolución belga, iniciada en agosto de 1830, contra el poder neerlandés (Bélgica pertenecía a los Países Bajos desde 1815) consiguió la independencia de Bélgica y la creación de un gobierno provisional. En noviembre de 1830 se formó un Congreso Nacional que eligió la monarquía constitucional como forma de gobierno a través de la Constitución belga de 1831.
El Congreso Nacional ofreció la corona belga a Luis de Orleáns, hijo de Luis Felipe I de Francia, sin embargo el monarca francés se negó. Ante esto se nombró una Regencia bajo la dirección de Erasmo Luis Surlet de Chokier a la espera de un candidato. Finalmente se ofreció la corona al príncipe alemán Leopoldo de Sajonia-Coburgo-Saafeld, que vivía en Inglaterra y había estado casado con la heredera al trono británico Carlota Augusta, que murió en 1817. Leopoldo había rechazado previamente la corona de Grecia, pero no obstante aceptó la belga y fue elegido en 1831 con 142 votos a favor de 196. El 21 de julio, que desde entonces es fiesta nacional en Bélgica, juró la constitución en la Plaza Real de Bruselas y se convirtió en el primer rey de Bélgica.
Como consecuencia de la revuelta belga, las potencias europeas aceptaron la independencia de Bélgica (Protocolo de Londres de 1830). No obstante el rey Guillermo I se negó a aceptar los hechos e inició una invasión en agosto de 1831, que terminó en fracaso. Finalmente Leopoldo I fue reconocido como Rey de los belgas, y por ende la independencia de Bélgica, en el Tratado de Londres de 1839.

## Poderes
Bélgica es una monarquía constitucional hereditaria. El rey es irresponsable de sus actos, por lo que sus actos deben ser refrendados por un miembro del Gobierno, así mismo sus poderes provienen de la Constitución a la que debe jurar fidelidad (artículos 33 y 91).
El Rey actúa como árbitro y guardián de la unidad e independencia del país, representar a Bélgica en el exterior y ostenta el máximo rango de mando de las Fuerzas Armadas belgas. 
Al rey esta limitado para expresar sus posiciones ideológicas o políticas. No obstante en marzo de 1990 Balduino de Bélgica se negó a firmar la ley de despenalización del aborto dadas sus convicciones religiosas, ante esta situación, el gobierno decidió invocar el artículo 82 de la Constitución ("la incapacidad temporal para reinar del representante de la Corona"). El gobierno asumió la Regencia y así pudo aprobar la ley (artículos 93 y 90).

## Regencia
En tres ocasiones se ha ejercido la Regencia en la historia de Bélgica:
- Erasmo Luis Surlet de Chokier (25 de febrero - 20 de julio de 1831). Fue elegido por el Congreso Nacional tras el rechazo de Luis Felipe I de Francia a que su hijo ocupara el trono belga.[4] Renunció con la llegada de Leopoldo I.

- Carlos de Bélgica (20 de septiembre de 1944 - 20 de julio de 1950). Fue nombrado tras el final de la ocupación nazi de Bélgica, y mientras el Gobierno valoraba la vuelta de Leopoldo III tras sus actos durante la ocupación alemana. Leopoldo III regresó tras el plebiscito de 1950.

- Consejo de Ministros presidido por el Primer Ministro Wilfried Martens (4 - 5 de abril de 1990) Fue nombrado tras la negativa del rey Balduino de firmar la despenalización del aborto. Tras la aprobación de la ley, el rey retomó sus funciones.

## Monarcas
Bélgica es un país con tres lenguas oficiales: el francés, el neerlandés y el alemán. Los monarcas suelen utilizar sus nombres tanto en francés como en neerlandés, ya que en alemán se utilizan los nombres franceses (al igual que en inglés).
| Casa de Sajonia-Coburgo y Gotha (1831-)                                                  |  |                          |                         |                         |                                                        |
|                                                                                          |  | Leopoldo I (1790-1865)   | 21 de julio de 1831     | 10 de diciembre de 1865 | Luisa María de Orleans (1812-1850) casados en 1832     |
|                                                                                          |  | Leopoldo II (1835-1909)  | 10 de diciembre de 1865 | 17 de diciembre de 1909 | María Enriqueta de Austria (1836-1902) casados en 1853 |
|                                                                                          |  | Alberto I (1875-1934)    | 17 de diciembre de 1909 | 17 de febrero de 1934   | Isabel Gabriela de Baviera (1876-1965) casados en 1900 |
|                                                                                          |  | Leopoldo III (1901-1983) | 23 de febrero de 1934   | 16 de julio de 1951     | Astrid de Suecia (1905-1935) casados en 1926           |
| Regencia del príncipe Carlos de Bélgica (20 de septiembre de 1944 - 20 de julio de 1950) |  |                          |                         |                         |                                                        |
|                                                                                          |  | Leopoldo III (1901-1983) | 23 de febrero de 1934   | 16 de julio de 1951     | Lilian Baels (1916-2002) casados en 1941               |
|                                                                                          |  | Balduino (1930-1993)     | 16 de julio de 1951     | 31 de julio de 1993     | Fabiola de Mora y Aragón (1928-2014) casados en 1960   |
|                                                                                          |  | Alberto II (1934-)       | 9 de agosto de 1993     | 21 de julio de 2013     | Paola Ruffo di Calabria (1937-) casados en 1959        |
|                                                                                          |  | Felipe (1960-)           | 21 de julio de 2013     | Presente                | Matilde de Bélgica (1973-) casados en 1999             |